# Sergej Brjoechonenko

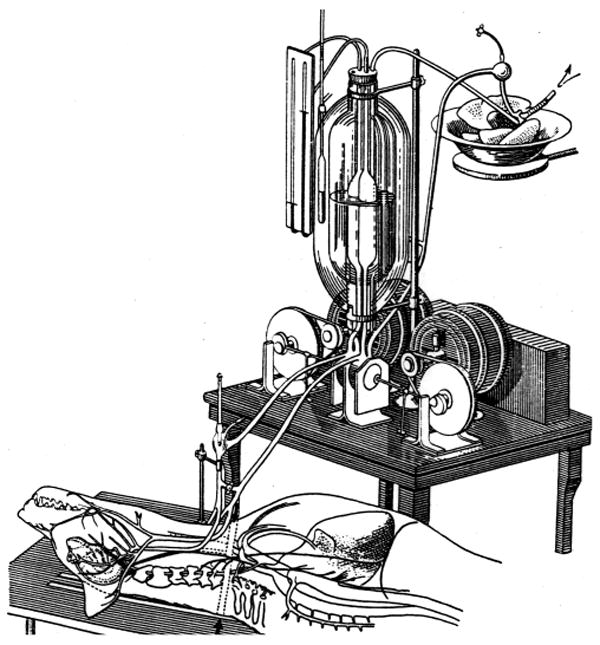
Een patent van de autojektor, uitgevonden door Sergej Brjoechonenko

Sergej Sergejevitsj Brjoechonenko (Russisch: Сергей Сергеевич Брюхоненко) (Kozlov (na 1932 Mitsjoerinsk), 12 mei [O.S. 30 april] 1890 – Moskou, 20 april 1960) was een wetenschapper uit de Sovjet-Unie. Zijn bijdrage was van groot belang in de ontwikkeling van openhartoperaties in Rusland. Brjoechonenko gaf leiding aan het Research Institute of Experimental Surgery, waar in 1957 A. A. Vishnevsky de eerste openhartoperatie uitvoerde.
Sergej Brjoechonenko stond bekend als de uitvinder van de autojektor, een van de eerste hart-longmachines. Deze machine is meerdere malen getest met honden, eind jaren dertig. Dit is ook te zien in de film Experiments in the Revival of Organisms uit 1940. Voor de documentatie van deze experimenten, ontving Brjoechonenko postuum de Leninprijs.